# Antirhea portoricensis
Antirhea portoricensis là một loài thực vật]] thuộc họ Rubiaceae. Đây là loài đặc hữu của Puerto Rico.